# Philip Hall
Philip Hall (Hampstead, 11 aprile 1904 – Cambridge, 30 dicembre 1982) è stato un matematico britannico.
I suoi lavori vertevano principalmente sulla teoria dei gruppi in particolare sui gruppi finiti e sui gruppi risolubili.

## Riconoscimenti
- 1951 Eletto membro della Royal Society
- 1961 Medaglia Sylvester
- 1965 Larmor Prize
- 1965 Medaglia De Morgan